# Justizportal

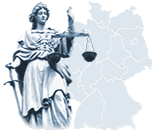
Justitia auf Deutschlandkarte

Das Justizportal ist ein gemeinsames Internetportal des Bundesministeriums der Justiz und der Landesjustizverwaltungen der Länder der Bundesrepublik Deutschland. Es soll einen einfachen und einheitlichen Zugang zu den E-Government-Diensten und Informationsangeboten des Bundes und der Länder ermöglichen. 

## Hintergrund
Das Justizportal entstand auf Grundlage des Beschlusses der 76. Konferenz der Justizministerinnen und Justizminister vom 29. und 30. Juni 2005 und entsprechender Dienstleistungsvereinbarungen. Es wird von der Landesjustizverwaltung Nordrhein-Westfalen im Auftrag aller Länder der Bundesrepublik Deutschland betrieben.
Mit der Entwicklung des Justizportals wurde die Arbeitsgruppe "Entwicklung eines bundesweiten Justizportals" der Bund-Länder-Kommission für Datenverarbeitung und Rationalisierung in der Justiz (BLK) betraut. 

## Ziele
Durch die Entwicklung und den Betrieb des Portals soll den rechtssuchenden Bürgern und Unternehmen ein einheitlicher Zugang zu den Informationsangeboten der deutschen Justiz zur Verfügung gestellt werden. Außerdem soll über ein Orts- und Gerichtsverzeichnis die Suche nach dem örtlich zuständigen Gericht (z. B. Amts-, Land- und Oberlandesgericht) ermöglicht werden.

## Inhalte
Neben Broschüren und Formularen werden insbesondere zu den folgenden Bereichen Informationen angeboten:
- Auskunft aus den Handels-, Genossenschafts-, Vereins- und Partnerschaftsregistern
- Bundes- und Landesrecht
- Bekanntmachungen in Insolvenzverfahren
- Internationaler Rechtsverkehr
- Internet-Grundbucheinsicht
- Mahnverfahren
- Rechtsdienstleistungsregister
- Rechtsprechung
- Zwangsversteigerungstermine im Internet
- Orts- und Gerichtsverzeichnis

Daneben werden die Beschlüsse der Konferenz der Justizministerinnen und Justizminister (JuMiKo), die Aktivitäten auf dem Gebiet des elektronischen Rechtsverkehrs sowie die Tätigkeiten der Bund-Länder-Kommission für Datenverarbeitung und Rationalisierung in der Justiz (BLK) dargestellt.